# Jekaterina Korboet

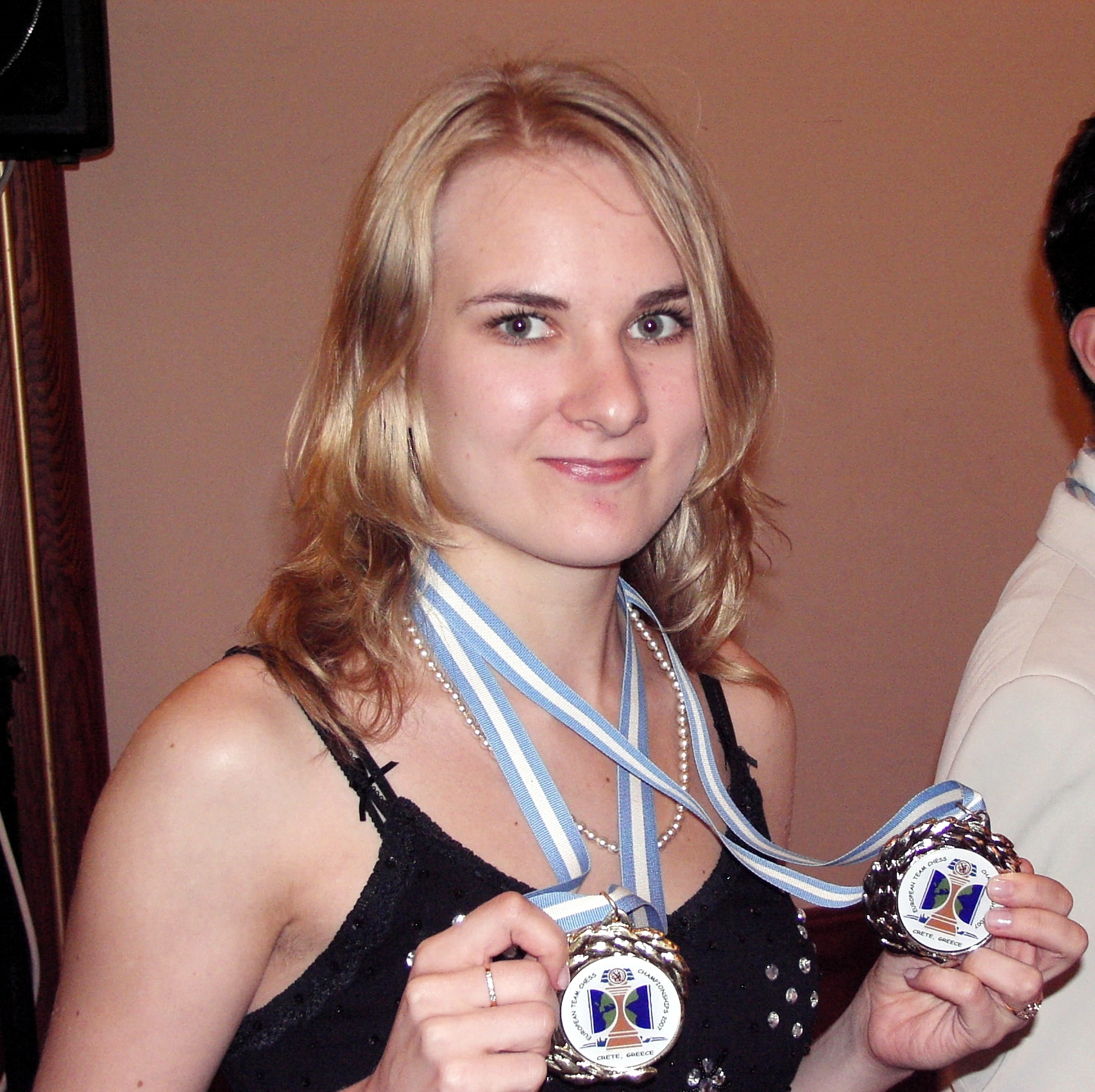
Jekaterina Korboet

Jekaterina Valerjevna Korboet (Russisch: Екатерина Валерьевна Корбут) (Tasjkent, 9 februari 1985) is een Russische schaakster. Ze is sinds 2001 een grootmeester bij de vrouwen (WGM) en sinds 2007 ook een Internationaal Meester (IM). In 2004 won ze Wereldkampioenschap schaken voor junioren (meisjes), in 2006 won ze het vrouwenkampioenschap van Rusland.

## Training
Op negenjarige leeftijd leerde Jekaterina Korboet schaken en kreeg al vroeg training van de Oezbeekse trainer en arbiter Sergej Pintsjoek. Toen ze 13 jaar oud was verhuisde met haar gezin en haar trainer eerst naar Orjol, en later naar Sint-Petersburg, waar ze economie ging studeren. In een schaakvereniging kreeg ze daar training van Marat Makarov en voor toernooien werd ze getraind door IM Oleg Birjoekov.

## Resultaten
- In oktober 2000 nam ze deel aan het in Kallithea gehouden Europees schaakkampioenschap voor jeugd, en werd derde in de categorie meisjes tot 18 jaar.
- In maart 2003 won ze het Russische kampioenschap voor schaaksters tot 20 jaar, gehouden in Jesentoeki in de Noordelijke Kaukasus. Tweede werd, met evenveel punten, Natalia Pogonina.
- In december 2003 won ze het Admiraltejski-toernooi in Sint-Petersburg.
- In 2004 werd ze in Samara bij het Russisch kampioenschap voor meisjes tot 20 jaar gedeeld eerste met Natalia Pogonina.
- In november 2004 vond in Kochi (in het zuiden van India) het Jeugdwereldkampioenschap schaken plaats. Bij de meisjes eindigde Korboet met 10.5 uit 13 op de eerste plaats. Elisabeth Paehtz uit Duitsland werd tweede met 9.5 punt en Karavade Eesha uit India werd met 9.5 punt derde. Pas na de laatste ronde was ze zeker van de titel, maar ze had geen enkele verliespartij. Ze was sinds 1988 de eerste Russische juniorenwereldkampioene tot 20 jaar. In 1988 was dit kampioenschap gewonnen door de Russin Alisa Galljamova.
- In mei 2005 speelde Korboet mee in het toernooi om het kampioenschap van Rusland en eindigde ze met 3.5 punt op de elfde plaats
- In juli 2005 speelde Korboet mee in het Biel grootmeestertoernooi en eindigde daar met 3 punten uit 10 ronden op de zesde plaats. Almira Skripchenko werd met 6.5 punt eerste.
- In december 2006 won ze in Gorodets het vrouwenkampioenschap van Rusland.
- In 2006 nam ze deel aan het Wereldkampioenschap schaken voor vrouwen, waar ze in de eerste ronde werd uitgeschakeld door Anna Ushenina. Ze kwalificeerde zich ook in 2008 voor het wereldkampioenschap, maar nam er niet deel aan.

Sinds 2008 speelde ze geen serieuze schaakpartij. Haar vriendin Jekaterina Atalik wist te melden dat Korboet een echtgenoot en een dochter heeft en zich nu richt op het gezinsleven.

## Nationale teams
- In 2007 won Jekaterina Korboet in Heraklion met het Russische vrouwenteam het Europees Schaakkampioenschap voor landenteams. Korboet speelde ze aan het eerste reservebord en ontving een individuele zilveren medaille voor haar resultaat 5 pt. uit 7.[2]
- Eveneens in 2007 eindigde ze, spelend aan het derde bord, in het in Jekaterinburg gehouden Wereldkampioenschap schaken voor landenteams met het nationale Russische vrouwenteam op de tweede plaats in het vrouwentoernooi.[3]
- Bij de Schaakolympiade 2008 in Dresden speelde Jekaterina Korboet aan het vierde bord van het Russische vrouwenteam.[4]

## Schaakverenigingen
Ze was lid van het vrouwenteam van de vereniging FINEK Sankt Petersburg waarmee ze tussen 2004 en 2008 deelnam aan alle vijf toernooien om de European Club Cup voor vrouwen. In 2004 won ze in Izmir met het team een zilveren medaille en ook individueel een zilveren medaille voor haar resultaat aan het vierde bord. Verdere individuele zilveren medailles won Korboet in 2005 in Saint-Vincent aan bord 3 en in 2007 in Kemer aan het eerste bord.
Korboet speelde ook in de eerste klasse van de Servische competitie voor vrouwenteams.

## Rating en titel
Korboet staat bij de FIDE als genoteerd als inactief, omdat ze sinds herfst 2008 geen partij meer gespeeld heeft die valt onder het rating-systeem. Haar laatste toernooi was de Schaakolympiade voor vrouwen in november 2008. 

In april 2008 was haar Elo-rating 2468, waarmee ze nummer 23 was op de FIDE-wereldranglijst van vrouwelijke schakers. 

Sinds 2001 is ze een grootmeester bij de vrouwen (WGM), in 2007 werd ze een Internationaal Meester (IM). De voor de IM-titel benodigde normen behaalde ze in januari 2006 op het FINEC IM-toernooi in Sint-Petersburg, bij het door Korboet gewonnen Russisch vrouwenkampioenschap in december 2006 in Gorodets en bij het Europees kampioenschap voor vrouwen in april 2007 in Dresden.